# Чалби
Чалби (англ. Chalbi) — глинисто-солончаковая пустыня в Африке, расположенная в северной части Кении, к востоку от озера Туркана. Название пустыни на языке габбра означает «голый и солёный». Это самый засушливый и жаркий регион Кении. Пустыня образовалась на месте древнего озера. Наблюдаются миражи.